# Confluenza Po - Orco - Malone
Confluenza Po - Orco - Malone este o arie protejată (arie specială de conservare — SAC, sit de importanță comunitară — SCI, arie de protecție specială avifaunistică — SPA) din Italia întinsă pe o suprafață de 312 ha, integral pe uscat.

## Localizare
Centrul sitului Confluenza Po - Orco - Malone este situat la coordonatele 45°11′02″N 7°51′58″E / 45.1839°N 7.8661°E.

## Înființare
Situl Confluenza Po - Orco - Malone a fost declarat sit de importanță comunitară în septembrie 1995 pentru a proteja 22 de specii de animale. Alte tipuri de protecție:
- arie de protecție specială avifaunistică (în august 2000)[2]
- arie specială de conservare (în februarie 2017)[1][3][4]

## Biodiversitate
Situată în ecoregiunea continentală, aria protejată conține 5 habitate naturale: Râuri cu maluri nămoloase cu vegetație de Chenopodion rubri p.p. și Bidention p.p., Păduri aluvionare cu Alnus glutinosa și Fraxinus excelsior (Alno-Padion, Alnion incanae, Salicion albae), Râuri de munte și vegetația lor lemnoasă cu Salix elaeagnos, Păduri de stejar sau de stejar și carpen sub-atlantice și medio-europene de Carpinion betuli, Cursuri de apă de la nivel de câmpie la nivel montan, cu vegetație Ranunculion fluitantis și Callitricho-Batrachion.
La baza desemnării sitului se află mai multe specii protejate:
- păsări (11): pescăruș albastru (Alcedo atthis), egretă mare (Ardea alba), bătăuș (Calidris pugnax), caprimulg (Caprimulgus europaeus),  prundaș gulerat mic (Charadrius dubius), egretă mică (Egretta garzetta), gaia neagră (Milvus migrans), stârc de noapte (Nycticorax nycticorax), cormoran mare (Phalacrocorax carbo), lăstun de mal (Riparia riparia), chiră de baltă (Sterna hirundo)
- amfibieni (2): Rana latastei, Triturus carnifex
- nevertebrate (1): rădașcă (Lucanus cervus)
- pești (8): Barbus caninus, Barbus plebejus, Cobitis bilineata, zglăvoacă (Cottus gobio), Lethenteron zanandreai, Protochondrostoma genei, Salmo marmoratus, Telestes muticellus

Pe lângă speciile protejate, pe teritoriul sitului au mai fost identificate 4 specii de amfibieni, 1 specie de mamifere, 5 specii de nevertebrate, 3 specii de pești, 5 specii de reptile.